# Wanted (historieta)
Wanted (Se Busca) es una serie limitada de seis cómics creados por el guionista Mark Millar y el dibujante  J. G. Jones publicada originalmente por la editorial estadounidense Top Cow desde el año 2003 hasta el año 2005. En él se muestra a un protagonista amoral quien descubre ser el heredero del puesto que su padre tenía como un asesino, en un mundo donde los supervillanos tienen en secreto el control del planeta.
El The Sunday Times le dio el título de “El Watchmen de los súper villanos”.
En 2008 el director Timur Bekmambetov, realizó una adaptación cinematográfica con el mismo título, Wanted.

## Historia de la Publicación
Como en Superman: Red Son, Millar afirma que el concepto de la serie se le ocurrió cuando era un niño. En este caso, la inspiración vino a él después de que su hermano le dijo que no había más superhéroes porque había muerto después de una gran guerra con sus respectivos supervillanos. Según él, solo tuvo que adaptarlo a la Secret Society of Super-Villains.
1986, el año de la mencionada guerra en la que los supervillanos tomaron el control e hicieron el mundo "más oscuro y tétrico", es también de gran importancia para el mundo del cómic. Marca la publicación de Batman: The Dark Knight Returns, Watchmen y la realización de la serie de 1985-86  Crisis on Infinite Earths.
En relación con el diseño, la apariencia física de Wesley se basa en el rapero Eminem y apariencia de Fox está inspirado claramente en la actriz. Halle Berry. Millar había planeado originalmente que los personaje no llevaran sus trajes, salvo en el principio del cómic. Sin embargo, él y J. G. Jones se olvidaron de esto, y los personajes de hecho terminaron vistiendo sus trajes de supervillanos a medida que avanzaba la serie. Muchos de los personajes de esta serie tienen capacidades y rasgos similares a supervillanos conocidos de cómics.
La serie comenzó a publicarse en 2004 como parte de la línea Millarworld.

## Argumento

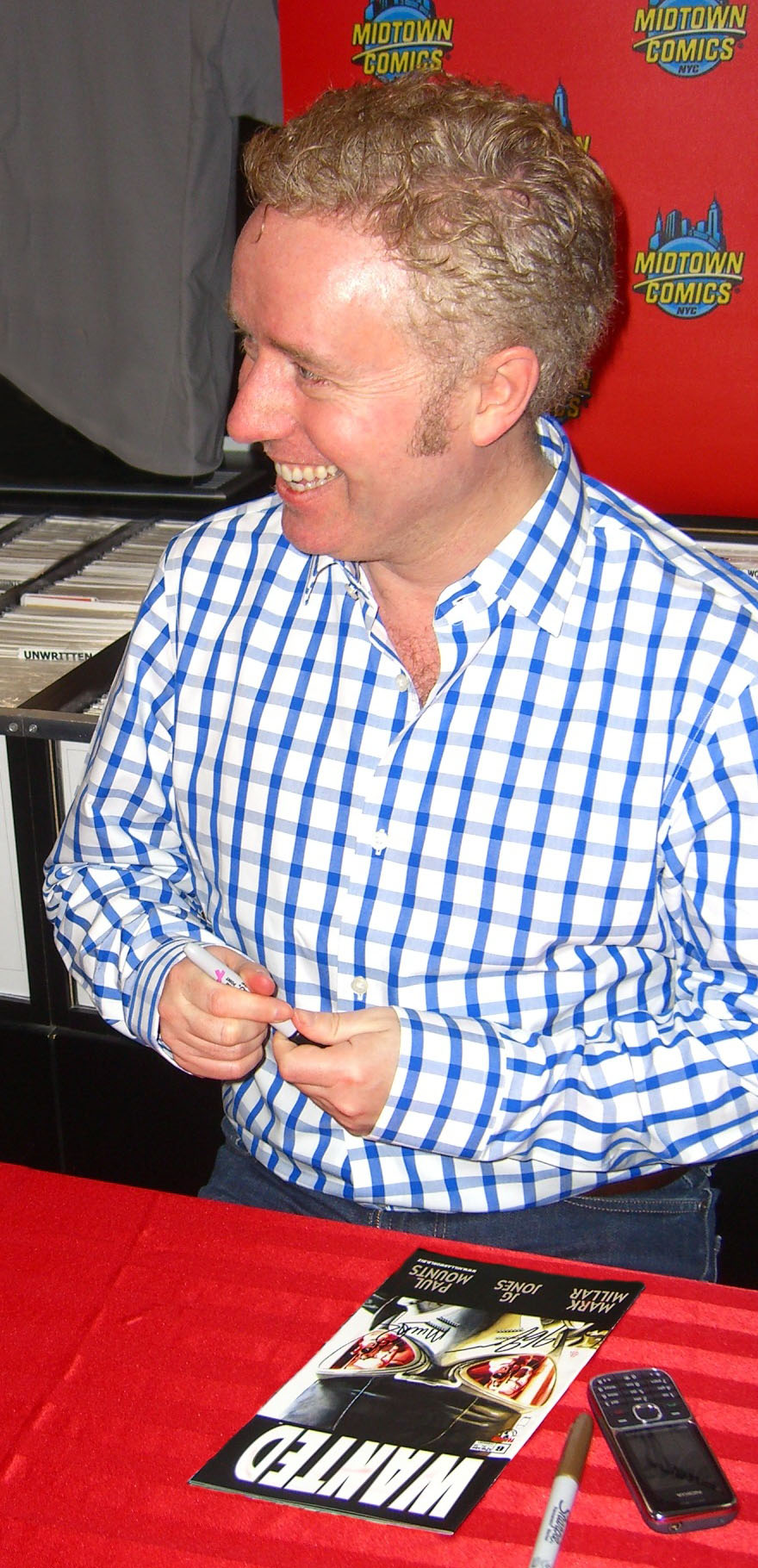
Mark Millar, escritor de guiones de tebeos

Wesley Gibson es un perdedor que trabaja como una ‘’rata de cubículo’’ y que es abusado por casi todo el mundo en su vida, incluyendo su Jefa, una mujer afrodescendiente, una banda local de Latinos, su novia adúltera y su mejor amigo con el que su novia está teniendo un romance. Wesley fue criado por su pacifista madre después de que fueron abandonados por su padre, que le creía un debilucho. Todo esto cambia cuando es visitado por Fox, una asesina, que le dispara mortalmente a todos en una tienda de sándwiches antes de presentarse a sí misma como miembro de La Fraternidad, una poderosa organización de supervillanos que dominan el mundo. Mientras se mantengan en secreto, son capaces de cometer cualquier crimen sin consecuencias. La Fraternidad desea contratar a Wesley para reemplazar a su padre, un supervillano conocido como Killer, quien murió a manos de un asesino desconocido.
Fox presenta a Wesley con Solomon Selzer, The Professor, un brillante científico loco y líder de la facción estadounidense de La Fraternidad. El profesor ayuda a Wesley a desarrollar sus poderes obligándolo a que de un tiro le arranque las alas a una mosca. El profesor explica que hace tiempo, en el mundo existían los superhéroes y supervillanos. Cansados de ser derrotados y encarcelados innumerables veces, los supervillanos se unieron y organizaron una revolución de la que el padre de Wesley era parte. Después de una guerra larga y sangrienta, los superhéroes fueron derrotados. Con magia y tecnología avanzada, La Fraternidad recién formada fue capaz de borrar los recuerdos del mundo sobre los superhéroes y supervillanos. Lo único que quedó fueron recuerdos tenues, que fueron la causa de la creación de historietas de superhéroes.Si bien muchos de los héroes sobrevivieron, ahora creen que son actores que han desempeñado papeles de superhéroes.
The Professor también explica a Wesley que Fox y su padre habían trabajado para Mr. Rictus, que controlaba la facción Australiana de La Fraternidad. Cuando Rictus visita el cuartel de The Professor, Fox da a entender que ella y The Killer dejaron a Rictus porque se oponían a que lastimara a los niños.
La Fraternidad comienza a instruir a Wesley en el uso de sus nuevos poderes. La formación se centra no solamente sus habilidades físicas sino de su personalidad. Se lo insensibiliza ante la violencia y finalmente aprende a disfrutarla. Se le alienta a cometer actos aleatorios de violencia y posteriormente actos de venganza sobre cualquiera que lo hubiera agraviado, incluso ligeramente. Pronto se convierte en un miembro pleno de La Fraternidad, acompañándolos en las incursiones de universos alternativos y otras misiones.
Wesley es asignado como guardaespaldas personal de The Professor durante una reunión de La Fraternidad en la que se reunirá con los líderes de las cinco facciones. Los cinco dirigentes son The Professor, Mr. Rictus, Adam-One, The Future y The Emperor. Aquí, se entera de que Rictus y The Future durante mucho tiempo habían querido poner fin a la política de La Fraternidad del secreto y gobernar el mundo abiertamente. The Professor, Adam One y The Emperor están a favor de mantener el secreto para que los supervillanos obtengan "el botín sin romper la pierna" y siempre logran a Rictus y The Future. Aunque parece que The Emperor está a punto de cambiar de bando, The Professor lo manipula sutilmente para votar en favor del secreto una vez más.
Después de la reunión, The Professor sube en una limusina con la intención de recoger una prostituta infantil. Sin embargo, su conductor es remplazado por Shithead, mano derecha de Rictus, y The Professor es asesinado por él. Las facciones de la fraternidad de Rictus y The Future inician una revuelta contra las otras tres. Con la mayoría de los supervillanos de The Professor asesinados, Wesley y Fox debe luchar contra las facciones rivales por sus propios medios. Ellos logran acabar con muchos de los supervillanos de rebeldes, incluido The Future. Esto culmina en un ataque a su propio cuartel, ocupado por Rictus y su banda. Logran derrotar a Rictus y después de enviar una bala a través de su garganta, Wesley exige saber quién mató a su padre pero Rictus se niega responder (o simplemente no puede) antes de morir. Una figura sale de las sombras revelando a sí mismo como el padre de Wesley, The Killer original. 
The Killer revela que él y Fox dejaron la facción de Rictus no porque se opusieran a perjudicar a los niños sino porque sabían de su revuelta. The Killer también dice que sus habilidades se han venido deteriorando con la edad y no quiere ser asesinado por alguien inferior a él. Después del entrenamiento de Wesley, The Killer cree que solo él es digno de poner fin a su vida y ordena Wesley poner una bala en su cabeza, cosa que hace tras decirle a su padre que le quiere.
Fox le pregunta a Wesley qué harán ahora y este dice de volver a su vida aburrida de antes, pero Fox deduce que le está tomando el pelo y este lo reafirma y luego le dice a su compañera de ir a ver cómo pueden gastarse unos cuantos millones de dólares.
Al igual que en la película, el cómic termina rompiendo la cuarta pared cuando Wesley se dirige a la audiencia, llamándolos patéticos y finalizando con: "Esta es mi cara cuando te doy por el culo."

## La Fraternidad Americana
- The Killer (II) - Wesley Gibson, el protagonista de la serie.

- The Fox - La mentora y amante de Wesley.

- The Professor - Solomon Seltzer, un científico loco, quien domina una de las cinco partes del mundo. Poseedor de una inteligencia de "Nivel 9", su motivación criminal está encaminada a conseguir sus fines científicos similares a los de Lex Luthor. Su archienemigo solo se muestra en silueta y recuerda vagamente a Superman.

- The Killer (I) - Un hedonista y amante de la muerte. El padre de Wesley, finge su propia muerte para permitir que Wesley tome su lugar como The Killer y finalmente, tome su vida por él.

- The Doll-Master - Una mente maestra tecnológica, especialista en armas con apariencia de juguetes, al estilo Toyman; es capaz de matar inocentes, pero se niega a hacerlo en presencia de niños. Su familia ignora su carrera como criminal.

- Fuckwit - Un clon de un superhéroe. Es extremadamente fuerte y puede volar. Sin embargo, padece de síndrome de Down y solamente entiende lo contrario de lo que se le trata de decir. Se sabe que es vulnerable a cierta forma de radiación. Tiene una personalidad infantil y según el Dossier de Wanted Dossier, él es "amigable, leal y ama incondicionalmente".

- Sucker - Un ser extraterrestre capaz de absorber de forma temporal los superpoderes de otros. Traiciona a The Professor y se une a la rebelión de Mr. Rictus.

- Imp - Una criatura de un mundo de la séptima dimensión. Tiene una edad de miles de años, pero para los estándares de su raza, apenas es un niño, quien fisgonea en la dimensión del mundo de Wanted cuando sus padres salen de casa. En el Dossier de Wanted nos dicen que una vez hizo que los edificios cobraran vida y pelearan entre sí, y en otra ocasión volvió al mundo en un paraíso cubierto de hongos.

## La Fraternidad Australiana
- Mr. Rictus - Rictus es un humano común con severas quemaduras que le dejaron el rostro deformado en una especie de mueca. El accidente que le provocó las quemaduras le provocó una muerte clínica que duró 2 minutos, suficientes para darse cuenta de que no existía un más allá y que sus acciones no tenían consecuencias en otra vida, lo que resultó en una locura criminal que le permite estar dentro de la Élite de la Fraternidad de villanos. Su inconformidad por haber recibido Australia cuando el mundo se dividió y su impaciencia por actuar en secreto, provocan los eventos de la historia.

- Shithead - Una criatura hecha de las heces de las 666 personas más malignas del mundo, incluyendo a Adolf Hitler y Jeffrey Dahmer.

- Deadly Nightshade - Una manipuladora de plantas. Ella tiene un romance con Imp, un miembro de la Fraternidad Americana. Según el Dossier de Wanted Dossier, esto es extremadamente peligroso, tanto por la tensión que esto genera entre las dos facciones de la Fraternidad y por la posibilidad de que Imp destruya la realidad durante un episodio de perdida de control inducida por placer.

## El Consejo de los Cinco
- El Consejo de los Cinco se compone de los líderes de las cinco secciones de la Fraternidad. Ellos se reúnen una vez al año para votar sobre diferentes acciones a seguir.
  - The Professor controla América del Norte y del Sur.
  - Adam-One, El hombre más antiguo del mundo tomó África. Aparentemente ha sobrevivido a muchos de sus hijos. Él está de acuerdo en mantener a la Fraternidad en secreto para el mundo.
  - The Future, Un salvaje criminal Nazi desplazado en el tiempo manda en Europa. Apoya la decisión de Rictus de hacer público el hecho de que la Fraternidad gobierna al mundo, con la esperanza de iniciar un nuevo Holocausto. Puede tolerar a los asiáticos y africanos, siempre que se le permita matar a los judíos.
  - The Emperor (Alias Ching-Sang), Un señor del crimen chino, tomó control de Asia. Apoya a the Professor pero empieza a tener dudas..
  - Mr. Rictus fue enviado a Australia.

## Miembros de otras Fraternidades
Los siguientes personajes son miembros de Fraternidades, pero no se especifica claramente su afiliación.
- The Puzzler - Su disfraz está diseñado para semejar un crucigrama. Apoya a Mr. Rictus y fue dado el honor de ejecutar a los análogos de Batman y Robin.
- Johnny Two-dicks: Un farmacéutico cobarde, poseedor de un falo pensante de 13 pulgadas, que es a la vez una mente del crimen. Carece del valor para desafiar las órdenes que le da. Two-dicks se une a la rebelión de Rictus.
- The Frightener: Un supervillano que puede crear "virus psíquicos".
- The Avian: Un super villano que usa las aves como tema de sus crímenes. La madre de Wesley era su trabajadora social y los dos salieron antes de que ella conociera al padre de Wesley.

## Los Héroes
- Los Héroes - Si bien nunca se llama a ninguno por el nombre, se sabe que todos fueron eliminados por los villanos de forma definitiva. Los únicos que son aludidos de cierta forma son los equivalentes de Superman, Wonder Woman, Batman y Robin como "Princesa Guerrera",  el "Oscuro Caballero Detective" y su "Ayudante Adolescente". A algunos les lavaron el cerebro para creer que fueron actores y representaban las aventuras de héroes de ficción.

## Publicación
La editorial Top Cow lanzó al mercado con fecha de portada de diciembre de 2003 el primer número de la serie. Le siguieron el número 2 en febrero, el 3 en junio, 4 en julio y el 5 en octubre de 2004, saliendo el último con fecha febrero de 2005.
Posteriormente, la serie ha sido reimpresa en un único tomo que recopila los seis números.

### España
Con el título de Se Busca, la editorial Planeta DeAgostini publicó una compilación de los seis números de la serie en un tomo dentro de su colección Top Cow.
Posteriormente, en junio de 2008, la editorial Norma publicó de nuevo dicho tomo, con el título de Wanted y dejando los nombres de los personajes sin traducir.

### Edición de coleccionista
La serie limitada completa, junto con Wanted: Dossier (que incluye material adicional y "detrás de las escenas" de la serie), se ha recopilado en un solo volumen como tapa blanda (ISBN 1-58240-497-6) y una tapa dura (ISBN 1-58240-480-1).